# EMD GP38-2形ディーゼル機関車

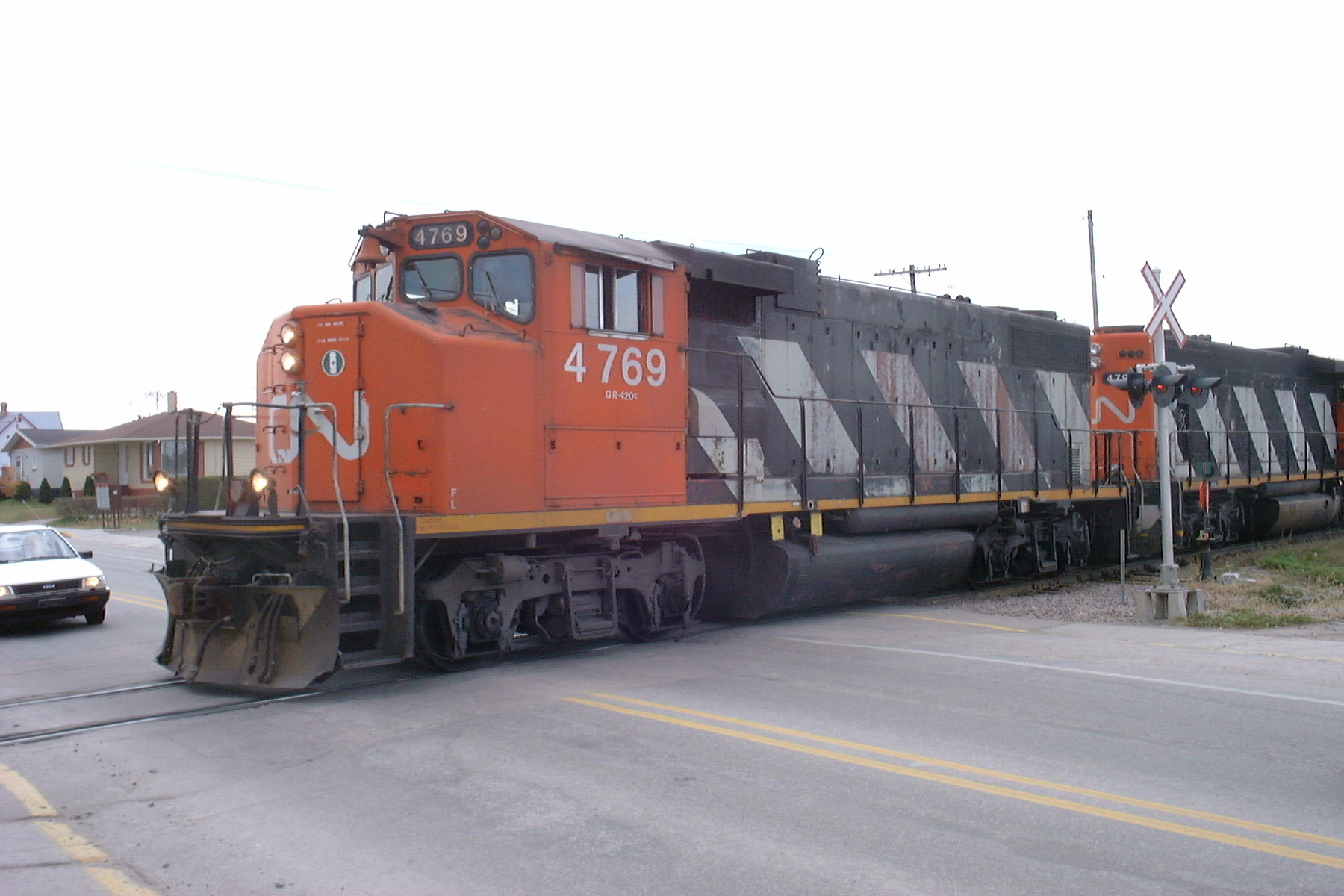
カナディアン・ナショナル鉄道のGP38-2W。#4769。カナダ・ケベック州フェリシエンにて。

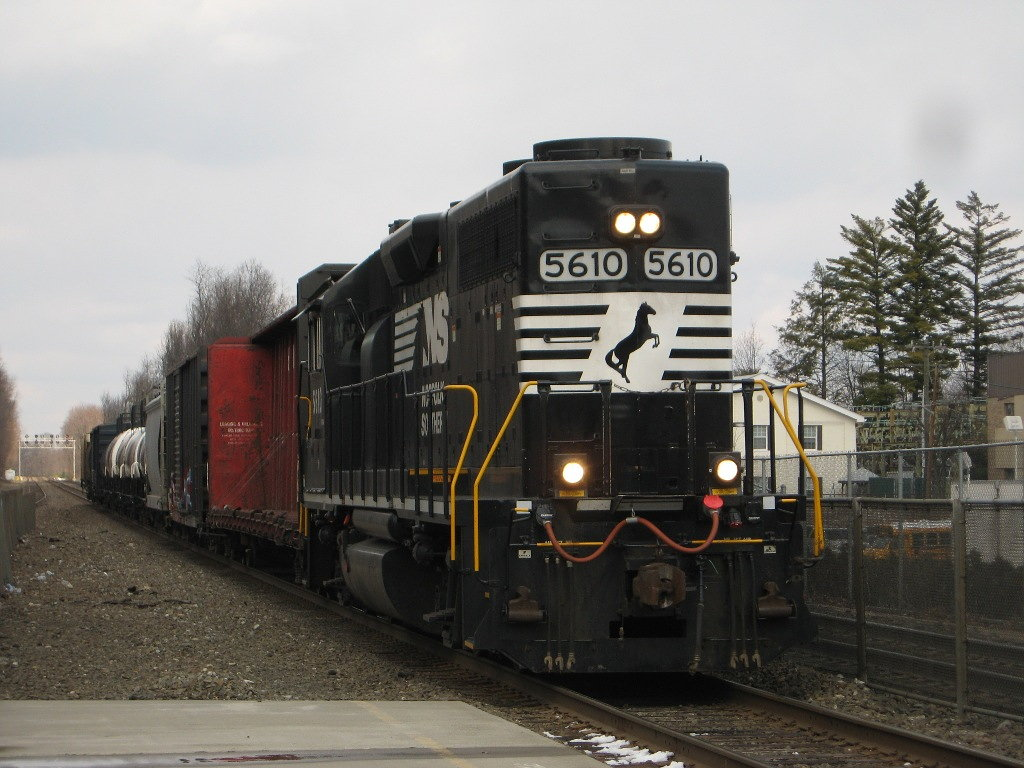
フードを先頭にして走る、ノーフォーク・サザン鉄道のGP38-2。アメリカ合衆国・ニュージャージー州リッジウッドにて。

EMD GP38-2は、アメリカのGM-EMDが製造した4動軸のロード・スイッチャータイプの電気式ディーゼル機関車。Dash 2シリーズの一形式であり、GP38の改良版である。リース車両としてのGP38-2L、カナダ向けのバリエーションであるGP38-2Wについても述べる。

## 概要
外観はGP38とほぼ同一であり、相違点は冷却水の点検窓がフード(ボンネット)の右側につき、バッテリーケースのカバーが蝶番からボルト留めとなった程度である。
同じDash 2シリーズのGP39-2・GP40-2の両形式はターボチャージャーを使用しているために排気口が1つのみなのに対し、本形式はルーツブロワ式のエンジンを搭載しているため、排気口は発電ブレーキのファンの横に2つ設置されている。
リース車両には末尾に「リース」(leased)を意味するLを付けたGP38-2Lの形式が付与されているが、Lが付かないリース車両も存在している。

## GP38-2W
GP38-2のカナダ向けバリエーション。最も大きな違いは、カナディアン・コンフォート・キャブと呼ばれる運転台を装備しており、前頭部ボンネットの幅が広いことで識別できる。また、寒冷地を走る機関車らしく、運転台背後の空気取り入れ口には雪の浸入を防ぐフィルタが装着され、電装品箱や送風機の形状もGP38-2とは異なる。

## 新製時の所有者
アメリカに1801両、カナダの254両、メキシコに133両がそれぞれの鉄道事業者へ納入された。メキシコ向けに蒸気発生装置を搭載した機関車もあり、こちらは前頭部のボンネットの高さが非搭載車よりも高く、ハイフードと呼ばれる。
| 所有者                                                        | 両数                                                         |
| ------------------------------------------------------------- | ------------------------------------------------------------ |
| アトランタ・アンド・セント・アンドルーズ・ベイ鉄道(ASAB)      | 3                                                            |
| シカゴ・ベルト鉄道(BRC)                                       | 6                                                            |
| ボストン・アンド・メーン・コーポレーション (B&M)              | 12                                                           |
| バーリントン・ノーザン鉄道(BN)                                | 37                                                           |
| カナディアン・ナショナル鉄道(CNR)                             | 60                                                           |
| カナダ太平洋鉄道(CPR)                                         | 115                                                          |
| シカゴ・サウスショア・アンド・サウス・ベンド鉄道(CSS)         | 10                                                           |
| クリンチフィールド鉄道 (Family Lines System)(CRR)             | 8                                                            |
| エルジン・ジュリエット・アンド・イースタン鉄道(EJE)           | 5                                                            |
| ジョージア鉄道 (Family Lines)                                 | 2                                                            |
| グランド・トランク鉄道(GTR)                                   | 25                                                           |
| ガルフ・モービル・アンド・オハイオ鉄道 (GM&O)                 | 15                                                           |
| イリノイ・セントラル鉄道(IC)                                  | 40                                                           |
| セント・ルイス・サンフランシスコ鉄道(SLSF)                    | 116                                                          |
| ルイビル・アンド・ナッシュビル鉄道(L&N)                       | 129                                                          |
| ミルウォーキー鉄道(CMSP&PRR)                                  | 16                                                           |
| ミズーリ・カンザス・アンド・テキサス鉄道                      | 18                                                           |
| ミズーリ・パシフィック鉄道(MP)                                | 274                                                          |
| フェロメックス                                                | 124                                                          |
| ペン・セントラル鉄道(PC)                                      | 223                                                          |
| シカゴ・ロック・アイランド・アンド・パシフィック鉄道(ROCK/RI) | 103 (倒産によりシカゴ・アンド・ノース・ウェスタン鉄道に納入) |
| シーボード・エア・ライン鉄道(SAL)                             | 76                                                           |
| サザン鉄道 (ハイフード)                                       | 257                                                          |
| サザン・パシフィック鉄道(SP)                                  | 45                                                           |

## 登場作品
イギリスで製作されたアニメ「チャギントン」ではこの機関車をモデルにしたダンバーという名前のキャラクターが登場している。